# Nagy-Románia Párt
A Nagy-Románia Párt (románul Partidul România-Mare, röviden PRM) egy romániai radikális jobboldali, egyes vélemények szerint szélsőjobboldali, szélsőséges, soviniszta eszméket képviselő párt.

## Ideológiája
A párt vezetői szerint az NRP egy „igazi jobboldali párt, ami harcol a maffiával és a korrupcióval, emellett a nemzeti érdekeit valóban képviselő párt”.
Ennek ellenére időnként vagy a baloldal-jobboldal beosztástól függetlennek, vagy baloldalinak tekintette magát, ezzel indokolva például Sorin Oprescunak (Bukarest polgármestere) a támogatását.
Román közéleti személyek – többek közt a román államfő – szerint a NRP egy antidemokratikus, antiszemita és rasszista párt, amelynek kormányra kerülése esetén felborulna a rend a román államban.
A Nagy-Románia párt célja az egykori Nagy-Románia visszaállítása, ezért szorgalmazzák Moldova és Románia egyesülését, mely országot még a Szovjetunió választotta le Románia területéről (az egykori Besszarábia egy részét kebelezve be).

## Története
1991-ben alapították, egészen a 2008-as választásokig minden évben átlépte az 5%-os küszöböt.
Az elnöke Corneliu Vadim Tudor, a főtitkára pedig Gheorghe Funar, mindketten szélsőségesen magyarellenes kijelentéseikről és tetteikről ismert közéleti személyek – nem csak Románia területén.
Gheorghe Funar, az NRP főtitkára Kolozsvár polgármestere volt 1992 és 2004 között, sokak szerint ez idő alatt óriási kárt tett Kolozsvár középkori magyar kultúrájában.
2004-ben más jelöltet választott Kolozsvár lakossága polgármesternek, idővel Funar népszerűsége radikálisan lecsökkenve (3 százalékot kapott a 2007-es polgármesteri választásokon).
Elterjedt Kolozsváron az a vélemény, hogy Funar miatt nem fejlődött a város.
2004-ben az NRP csatlakozási kérelmet adott be az Európai Néppárt vezetőihez, amelyet elutasítottak, mondván, hogy a párt szélsőjobboldali.
2015. szeptember 14-én Corneliu Vadim Tudor meghalt, mivel súlyos cukor és szív problémái voltak. Utódja Emil Străinu lett.

### Választási eredmények
A párt a 2004-es parlamenti választásokon 11,5%-os támogatottságot ért el Romániában, ezzel akkor a harmadik legnépszerűbb román párt volt.
A 2007-es romániai EP-választásokon elért 4,15%-os eredményével nem került be az Európai Parlamentbe, ahol korábban pár hónapig – román parlamenti jelenléte alapján – képviselve volt.
A 2008-as parlamenti választásokon nem jutott be a parlamentbe.
A 2009-es európai parlamenti választásokon a párt 8,65%-os eredményt ért el. Az első helyet Corneliu Vadim Tudor pártelnök foglalta el a listán, a másodikat pedig a Steaua labdarúgóklub tulajdonosa, Gigi Becali.
A 2012-es parlamenti választásokon ismét nem jutott be a parlamentbe.
A 2014-es európai parlamenti választásokon a párt kiesett, mivel nem lépte át az 5 százalékos szintet.

## Szervezete

### Pártújságok
Két, kizárólagosan a párt kezében lévő újsággal rendelkezik , amelyek elnevezései „Tricolorul”, (magyarul: „Trikolór” – utalás a román zászlóra) és a „România Mare” (magyarul: „Nagy-Románia”).

### Ifjúsági szervezet
Ifjúsági szervezetének a neve Nagy-Románia Ifjúsági Szervezet.

### Nőszervezet
Nőszervezetének a neve Nagy-Románia Nőszervezet.

### Diákszervezet
Diákszervezetének a neve Nagy-Románia Diákszervezet.